# بالصدفة عمدا (مسلسل)
هو مسلسل أمريكي كوميدي بطولة جينا. بث لأول مرة على شبكة سي بي اس خلال موسم 2009-10

## قصة المسلسل
تدور أحداث المسلسل حول بيلا الصحفية في سان فرانسيسكو وتبدأ القصة عندما تصبح هي حاملاً بسبب ارتباطها بعلاقة مع شخص أصغر منها سنا وذلك بسبب انفصالها عن مديرها السابق وانتقال صديقها إلى السكن معها وجلب أصدقاءه معه

## روابط خارجية
- بالصدفة عمدا على موقع IMDb (الإنجليزية)
- بالصدفة عمدا على موقع ميتاكريتيك (الإنجليزية)
- بالصدفة عمدا على موقع روتن توميتوز (الإنجليزية)
- بالصدفة عمدا على موقع كينوبويسك (الروسية)
- بالصدفة عمدا على موقع ألو سيني (الفرنسية)
- بالصدفة عمدا على موقع قاعدة بيانات الفيلم (الإنجليزية)